# Megaselia longiciliata
Megaselia longiciliata är en tvåvingeart som först beskrevs av Gabriel Strobl 1899.  Megaselia longiciliata ingår i släktet Megaselia och familjen puckelflugor. Inga underarter finns listade i Catalogue of Life.